# Myotoni
Myotoni är en medicinsk term för muskelstelhet, toniska muskelkramper, som uppstår genom fördröjd viljestyrd muskelavslappning och vilket vanligen beror på problem med jonkanalerna i muskeln. Myotoni är framträdande vid myotona sjukdomar, myotonisk katarakt, hyperkalemisk periodisk paralysis. Det är ett slags dystoni, men innefattar också en ökad irritation i musklerna och ökad muskelkontraktion.